# 第一次神圣战争
第一次神圣战争（公元前595 - 前585年）是一场发生于德尔斐与基拉两个城邦之间的战争。冲突的升级是因为基拉频繁的抢劫和虐待前往德尔斐的朝圣者，以及入侵德尔斐领土。战争以基拉的战败与毁灭而告终。这场战争值得注意的是，德爾斐在对基拉的围城战中联军使用了化学武器，就是用菟葵的劇毒将城市水源污染。